# Ignacio de Ries

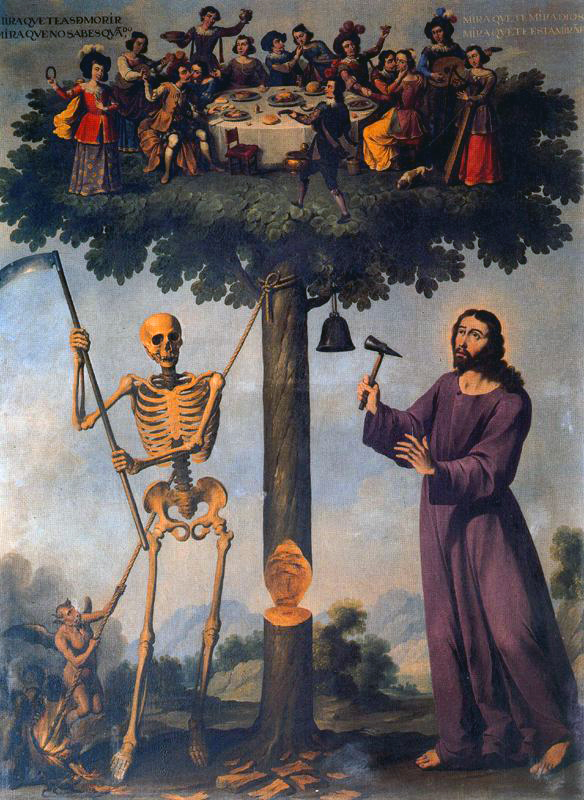
LAlbero della Vita, nella Cattedrale di Segovia.

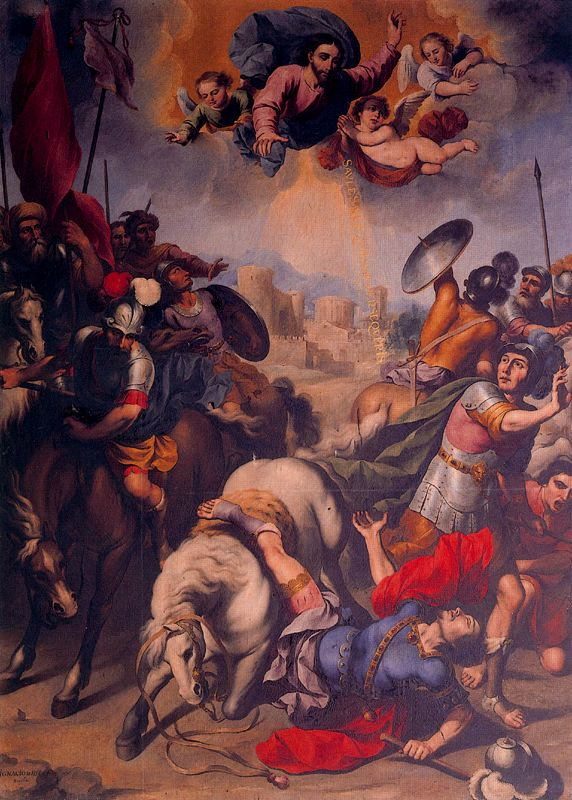
Conversione di San Paolo, nella Cattedrale di Segovia.

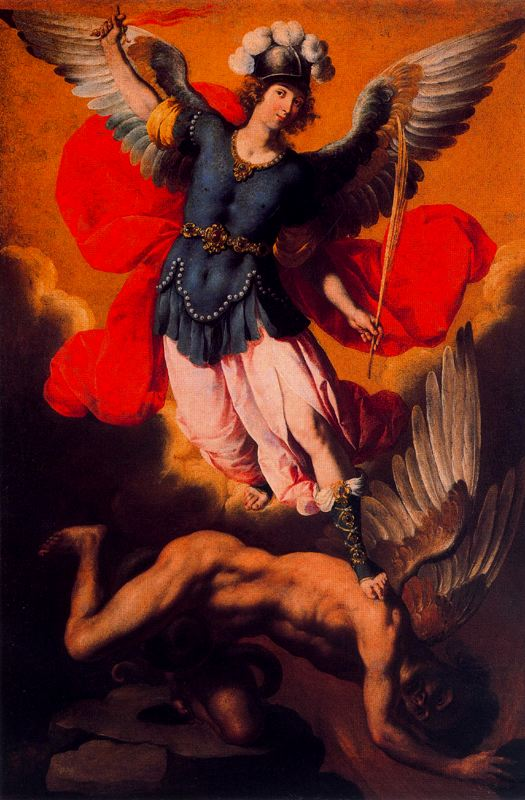
San Michele Arcangelo, Metropolitan Museum, New York.

Ignacio de Ries (Fiandre, 1612 circa – Siviglia, dopo il 1661) è stato un pittore spagnolo del periodo barocco.

## Biografia
Nato circa nel 1612, probabilmente nelle Fiandre, ha vissuto, documentato, a Siviglia dal 1636 al 1661. Fin dall'inizio ha mostrato in tutte le sue opere che ha realizzato una notevole vicinanza alla tecnica di Zurbarán. Infatti, nel 1636 si sa che fu suo allievo e, anche se i suoi temi sono spesso ispirati a Rubens, tutto il resto delle sue opere ricordano quelle del maestro di Fuente de Cantos.
Nei suoi ultimi anni sarà influenzato dal lavoro di Murillo, che darà maggiore dinamismo alla sua pittura, ma senza rinunciare al suo stile originale.
Le sue opere più importanti si trovano nella Cappella dell'Immacolata Concezione, patrocinata nel 1645 dal capitano Pedro Fernández de Miñano y Contreras nella Cattedrale di Segovia, una su tutte l'Albero della Vita, una curiosa allegoria della Vanità.

## Opere
- Albero della Vita (1653, Cattedrale di Segovia)
- Adorazione dei pastori (1653, Cattedrale di Segovia)
- Conversione di San Paolo (1653, Cattedrale di Segovia)
- Battesimo di Cristo (1653, Cattedrale di Segovia)
- Coronación de la Virgen (1653, Cattedrale di Segovia)
- Re David (1653, Cattedrale di Segovia)
- San Michele Arcangelo (Marquand Collection, Metropolitan Museum, New York)
- Regina Coeli (Colección Banco Central Hispano)
- San Isidoro y San Leandro (Capilla de San Antonio, Cattedrale di Siviglia)
- Santas Justa y Rufina (Capilla de San Antonio, Cattedrale di Siviglia)
- Inmacolata Concezione (San Ildefonso, Siviglia)
- Inmacolata Concezione (Museo de Bellas Artes, Siviglia)
- Santa Justa (Colección Salinas, Siviglia)
- Assunzione della Vergine (1661, San Bartolomé, Siviglia)